# شهاب‌سنگ

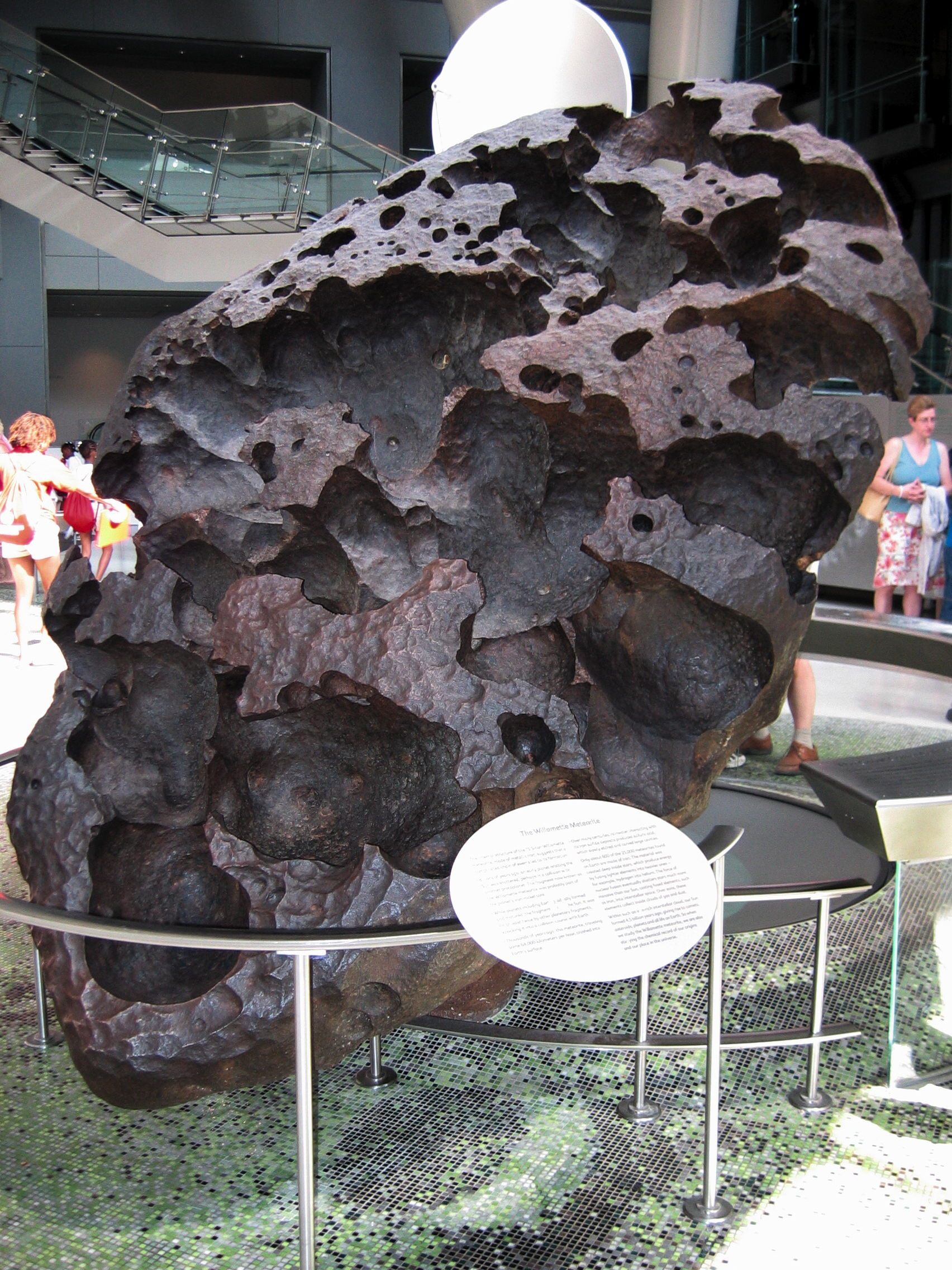
شهاب‌سنگ ۱۴ تنی از جنس آهن-نیکل، پیداشده در ایالات متحده - ۱۹۰۲

شهاب‌سنگ یا سنگ آسمانی (به انگلیسی: Meteorite) یک تکهٔ جامد بازمانده از جرم‌هایی مانند یک دنباله‌دار، سیارک یا شهاب‌واره است که در اصل در فضای بیرونی جو زمین تشکیل شده و توانسته پس از گذر از جو و تاب آوردن بازخورد این گذر، بر روی سطح زمین یا یک سیارهٔ دیگر فرود آید. هنگامی که جرمی به درون جو می‌آید، عوامل گوناگونی مانند اصطکاک، فشار و برهمکنش شیمیایی با گازهای اتمسفری، موجب گرم شدن جرم و پراکندگی آن انرژی می‌شوند. این جرم سپس به یک شهاب‌واره دگرگون می‌شود و برای زمان کوتاهی یک آذرگوی را می‌سازد که همچنین با نام یک ستارهٔ سرنگون شونده (شهاب ثاقب) دیده و شناخته می‌شود؛ اخترشناسان نمونه‌های درخشان این پدیده را آذرگوی می‌نامند. شهاب‌سنگ‌هایی که بازتاب جو زمین را تاب آورده‌اند، اندازه‌های بسیار گوناگونی دارند. برای زمین‌شناسان، یک آذرگوی شهاب‌سنگی است که به اندازهٔ کافی بزرگ باشد تا بتواند یک دهانه برخوردی درست کند. روزانه حدود ۵۰ تن شهاب‌سنگ به درون جو زمین می‌آید. و بیشتر آن‌ها در لایه میان سپهر (مزوسفر) تبخیر می‌شوند.
شهاب‌سنگ‌ها بیشتر از سنگ و فلز ساخته شده‌اند. این اجرام هنگامی که به درون جو زمین می‌آیند، از روی پهنای زیادشان از جو می‌گذرند و دهانه‌ها و پستی و بلندیهای گوناگونی را از خود بر جای می‌گذارند. برای نمونه دهانهٔ بارینجر در آریزونا و دهانهٔ وردفورت در آفریقای جنوبی.
ارزش بررسی شهاب سنگ‌ها برای یافتن زمان پیدایش زمین، سامانه خورشیدی (شمسی) و در نهایت یافتن زمان پدیدآمدن همگی کیهان نهفته است. همچنین می‌توان از آن‌ها برای یافتن ساختار شیمیایی بخش‌های گوناگون سیارهٔ زمین و سایر سیاره‌های سنگی بهره برد. فرایندهایی را که مایه ساخت این سیاره‌ها شده‌اند و حتی فرایندهای ساخت هسته، پوستهٔ نخستین، فرایند جداسازی عنصری در گوشتهٔ آغازین که فرایند ارزشمندی چون پیدایش زندگی است به خوبی بررسی کرد. با بررسی شهاب سنگ‌های فلزی (آهنی) و بررسی‌های لرزه‌نگاری بود که دانشمندان تا اندازه ای ساختار هستهٔ زمین را ارزیابی و اندازه‌گیری کردند. یک مطالعه جدید نشان می‌دهد که آهنرباهای دستی داده‌هایی به قدمت چند میلیارد ساله را که در حافظه شهاب‌سنگ‌ها نهان است، پاک می‌کنند.

## طبقه‌بندی
- سنگی (آرولیت‌ها و کندریت‌ها):

فراوانی آن‌ها ۹۳٪ است.
- سنگی - فلزی (سیدرولیت‌ها):

فراوانی آن‌ها ۱ تا ۲ درصد است.
- آهنی (سیدریت‌ها):

مواد تشکیل‌دهندهٔ این گروه با چگالی‌های گوناگون و جدا از هم شهاب‌سنگ فلزی را تشکیل می‌دهند و فراوانی آن‌ها ۵ تا ۶ درصد است.

## سن شهاب‌سنگ‌ها
- سن زمینی: مدّت زمانی که بر روی زمین بوده‌اند.
- سن تابش پرتوهای کیهانی: مدّت زمانی که درمداری به دور خورشید می‌گردند.
- سن پیدایش: مدّت زمانی که از آخرین تغییر دمای شهاب‌سنگ می‌گذرد.
- سن پیش از پیدایش: مدت زمان میان تشکیل عناصر شیمیایی در ستاره‌ها تا بکار رفتن این عناصر در شکل‌گیری شهاب‌واره‌ها.

## شش ویژگی شهاب سنگ‌ها

### فلز آزاد
بیشتر سنگ‌های آسمانی دست کم مقداری فلز آهن دارند (در واقع آلیاژی از آهن و نیکل). می‌توان درخشش فلز را در سطوح شکستهٔ آن‌ها دید. سنگ‌های آسمانی به‌طور کلی همواره مقداری فلز دارند و بسته به مقدار فلز آن‌ها در سه گروه دسته‌بندی می‌شوند:
- سنگ‌های آسمانی فلزی، که ۹۸ درصد از فلز ساخته شده‌اند؛
- سنگ‌های آسمانی فلز – سنگ، که دارای ۵۰ درصد فلز و ۵۰ درصد سنگ هستند؛
- سنگ‌های آسمانی سنگی، که دارای رگه‌های فلزی کوچکی هستند.

### چگالی
بسیاری از سنگ‌های آسمانی، به ویژه شهاب سنگ‌های فلزی، بسیار سنگین‌تر و چگال‌تر از سنگ‌های زمینی هستند. چگالی فلز آهن در حدود ۸ گرم بر سانتی‌متر مکعب است، چنان‌که بیشتر سنگ‌های آسمانی دارای چگالی بالاتر از ۳٫۳ گرم بر سانتی‌متر مکعب هستند.
تنها چگالی شمار کمی از سنگ‌های زمینی، البتّه به جز سنگ‌های معدن فلزی، بالاتر از این است، که آن‌ها هم به‌طور نوعی اکسید آهن (مانند سنگ آهن مغناطیسی یا هماتیت) هستند. البته نا گفته نماند چگالی و وزن مخصوص بسیار متغیر بوده و ملاک تشخص برای شهاب سنگ‌ها نمی‌باشند.

### ویژگی مغناطیسی
بیشتر سنگ‌های آسمانی دارای مقداری آلیاژ آهن - نیکل هستند و به آسانی یک آهنربا را به سوی خود می‌کشند. شما می‌توانید به آسانی با یک آهن‌ربا این ویژگی را آزمایش کنید. یک آهنربا بی‌گمان به سنگ‌های آسمانی خواهد چسبید به شرط آن که دست کم دارای مقداری فلز باشند. برخی از شهاب سنگ‌ها مانند گونهٔ سنگی آن‌ها تنها دارای مقدار کمی فلز هستند با این وجود یک آهن‌ربای آویخته با ریسمان را به سوی خود می‌کشند۰
اما استثنائاتی نیز در این میان بچشم می‌خورند به عنوان مثال تعدادی از شهاب سنگ‌های پیدا شده از نوع لونار (ماه) یا حتی شهاب سنگ‌های مریخی هیچ عکس العمل مغناطیسی در برابر آهن‌ربا نداشتند که البته این نوع شهاب سنگ‌ها بسیار کمیاب و نادر هستند‍.

### توده پیروکسن (یک کانی که در زمین بیشتر در سنگ‌های آذرین تشکیل می‌شود) در شهاب سنگ‌ها
بیشتر سنگ‌های آسمانی معمولی که به زمین برخورد می‌کنند کندریت نام دارند.
آنان شهاب سنگ‌های «سنگی» هستند و گلوله (کندرول)هایی کوچک و سنگی را که «توده‌های پیروکسن» نامیده می‌شوند در برمی‌گیرند. قطر این گلوله‌ها در حدود ۱ میلی‌متر است.

### پوستهٔ گداخته
هنگامی که یک سنگ آسمانی از جو زمین می‌گذرد یک لایهٔ بسیار نازک بر روی سطح بیرونی آن گداخته (ذوب) می‌شود. این لایهٔ نازک «پوستهٔ گداخته» نامیده می‌شود. آن اغلب سیاه و همانند پوستهٔ تخم مرغ است. پوستهٔ گداخته همچنین می‌تواند به رنگ خرمایی روی سنگ‌های آسمانی رخ بنماید؛ که چرایی آن را باید در وضعیّت آب و هوایی پس از فروافتادن آن‌ها یافت.

### ریگماگلیپت‌ها
گهگاه هنگامی که یک سنگ آسمانی از جو زمین می‌گذرد فرم ریگماگلیپت‌ها را در سطح خود می‌گیرد. این‌ها به مانند اثر انگشت شست شما روی خمیر بازی هستند.

## گمان نادرست
از روی ظاهر نمیتوان یک شهاب سنگ را به صورت قطعی شناسایی و تایید کرد بلکه باید در مراکر علمی معتبر مورد بررسی و مطالعه قرار بگیره.شهاب‌سنگ‌ها هنگام برخورد با زمین می‌توانند داغ نباشند. درحقیقت روی بسیاری از آن‌ها ذرات شبنم یافت‌شده است. هنگام آمدن به جو زمین، گرمای برخاسته از پدیدهٔ ورود به جو سطح آن‌ها را گداخته می‌کند، ولی درون آن‌ها زمانی برای داغ شدن ندارد…

## در ایران
در بسیاری از نقاط ایران شهاب سنگ‌هایی سقوط کرده و توسط جویندگان و شکارچی‌های سنگ‌های آسمانی یافت شده‌اند بیشترین شهاب سنگ‌های ایران در ناحیه بیابان لوت و کویر مرکزی ایران یافت شده‌اند. بزرگ‌ترین شهاب سنگ ایران در ناحیه اشتهارد ورامین در زمان قاجار سقوط کرده است. در دانشگاه خوارزمی ایران بخش آزمایشگاه مؤسسه گوهرشناسی و شهاب سنگ‌شناسی کیپا به مدیریت دکتر مسعود کیانی نویسنده کتاب مقدمه ای بر شهاب سنگ ها به مطالعه و شناسایی این سنگ‌های آسمانی مشغول می‌باشد.